# 좀류

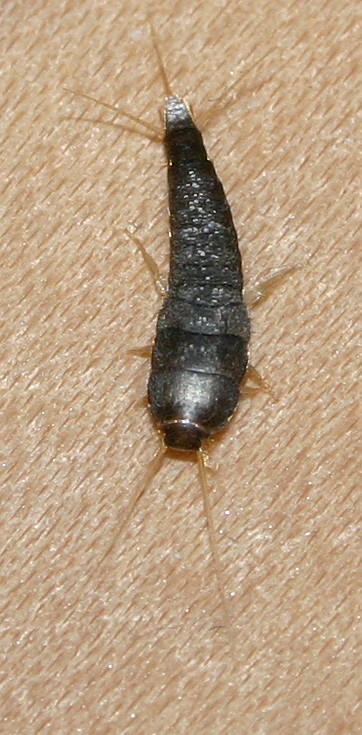
전형적인 좀의 모습.

좀류(Thysanura)는 과거에 곤충강 무시아강의 목으로서 3개 과 350여 종으로 이루어져 있었던 것으로 여겨졌다. 좀·돌좀 등이 여기에 속했다. 날개가 없으며 저작구를 가지고 있다 또한 단순변태(무변태)를 하는 것을 주요 특징으로 삼았다.
그러나 근래의 학계에서는 돌좀과 좀의 여러 차이점들을 두고 이를 두 자매군으로 나누었다. 좀과 돌좀의 차이점이란, 이러한 것들이 있다.
- 가슴다리 첨지(stylus)의 유무 - 돌좀은 가슴다리에도 첨지가 나 있다.[1]
- 중앙미사(medial filament 또는 appendix dorsalis)와 꼬리털(Cercus)의 길이 차이 - 좀은 모든 꼬리 구조물의 길이가 같지만 돌좀은 중앙미사의 길이가 더 길다.[2]
- 제1배마디와 뒷가슴의 구분 - 돌좀은 뒷가슴과 배와의 구분선이 없다.
- 턱 관절구의 갯수 - 돌좀은 턱 관절구가 1쌍이다.

그 중에서도 가장 주요한 특징은 턱의 관절구의 갯수가 2쌍 이상이라는 것이었다. 따라서 좀류(Thysanura)는 관절구의 갯수에 따라 돌좀목(Archaeognatha)과 좀목(Zygentoma)으로 나누어지게 되었으며, 이외 좀목보다 더 고등한 곤충의 분류군들은 좀목과 함께 '쌍관절구류(Dicondylia)'를 이루게 되었다. 그리고 좀류(Thysanura)의 분류는 현재 사장되어 쓰이지 않게 되었다. 그러나 여전히 대한민국의 여러 웹사이트나 대학 등지에서 좀류의 명칭이 쓰이고 있다.